# Domenico Serra (attore)
Domenico Serra (Crescentino, 19 settembre 1899 – Roma, 9 aprile 1965) è stato un attore italiano.
Recitò a teatro e nel cinema. Ebbe parti in più di sessanta film, molti dei quali erano muti incluso lo storico film di Mario Bonnard, I promessi sposi (1922). Nel cinema sonoro, ha in gran parte recitato ruoli minori o di supporto.

## Filmografia
- Il tesoro della cattedrale (1915)
- Il diamante azzurro (1916)
- Il germoglio della morte (1916)
- La trovata del brasiliano (1916)
- L'apostolo (1916)
- Wanda Warenine (1917)
- La cavalcata dei sogni  (1917)
- Sorrisi e spasimi della menzogna (1917)
- Maternità (1917)
- Le due orfanelle di Torino (1917)
- I raggi 'Z' (1917)
- Il rifugio dell'alba (1918)
- Il marito dell'amica (1919)
- Le labbra e il cuore (1919)
- La maestrina (1919)
- Il buon Samaritano (1919)
- Il mistero della casa di fronte (1919)
- Federica d'Illiria (1919)
- Il ventriloquo (1920)
- Il marito in campagna (1920)
- L'ombra, regia di Roberto Roberti (1920)
- Il tredicesimo commensale (1921)
- Il quadro di Osvaldo Mars (1921)
- Il tango dei trapassatti (1921)
- L'inafferrabile, regia di Mario Almirante (1922)
- I promessi sposi, regia di Mario Bonnard (1922) - Renzo Tramaglino
- El martirio de vivir (1922)
- Il forzato dell'amore (1923)
- Il capolavoro di Saetta (1923)
- Contro corrente (1923)
- La taverna verde (1924)
- Treno di piacere, regia di Luciano Doria (1924)
- Caporal Saetta (1924)
- Maciste all'inferno, regia di Guido Brignone (1926)
- Acciaio, regia di Walter Ruttmann (1933)
- La voce senza volto, regia di Gennaro Righelli (1939)
- La notte delle beffe (1939)
- Cuori nella tormenta (1940)
- Piccolo alpino (1940)
- Notte di fortuna (1941)
- I promessi sposi, regia di Mario Camerini (1941)
- Se io fossi onesto (1942)
- La fabbrica dell'imprevisto (1942)
- Quelli della montagna (1943) - (non accreditato)
- Lo sbaglio di essere vivo (1945)
- O sole mio, regia di Giacomo Gentilomo (1946)
- I fratelli Karamazoff, regia di Giacomo Gentilomo (1947)
- Sperduti nel buio, regia di Camillo Mastrocinque (1947)
- Fumeria d'oppio, regia di Raffaello Matarazzo (1947)
- L'ebreo errante, regia di Goffredo Alessandrini (1948)
- Il corriere di ferro (1948)
- Margherita da Cortona (1950)
- La figlia del mendicante (1950)
- Bellezze in bicicletta (1951)
- Jolanda, la figlia del Corsaro Nero (1952)
- Accadde al commissariato (1954)
- La corda d'acciaio, regia di Carlo Borghesio (1954)
- L'orfana del ghetto, regia di Carlo Campogalliani (1954)
- La canzone del cuore, regia di Carlo Campogalliani (1955)
- Canzone proibita, regia di Flavio Calzavara (1956)